# Szamal uralkodóinak listája
Szamal eredetileg egy hettita város volt, majd az azonos nevű újhettita királyság fővárosa. Az ország kicsiny területe ellenére is harcias, agresszív királyság, a szamali királyok hatalmi törekvései fontos szerepet játszottak térségben.
| Sorszám | Uralkodó     | Idő                   | Megjegyzés       |
| ------- | ------------ | --------------------- | ---------------- |
| 1.      | Gabbaru      | ?-?                   |                  |
| 2.      | Bamah        | i. e. 860 körül       | Gabbaru fia      |
| 3.      | Hajja        | i. e. 860 – 850 körül | Bamah fia        |
| 4.      | Saul         | i. e. 850 – 840 körül | Hajja fia        |
| 5.      | Kilamuva     | i. e. 840 – 830 körül | Hajja fia        |
| 6.      | Karli        |                       | Kilamuva fia     |
| 7.      | I. Panamuva  |                       | Karli fia        |
| 8.      | Barszur      |                       | I. Panamuva fia  |
| 9.      | Aszarja      | meghalt: i. e. 738    | trónbitorló      |
| 10.     | II. Panamuva | i. e. 738 – 733       | Barszur fia      |
| 11.     | Bar-rakib    | i. e. 733 – 713(?)    | II. Panamuva fia |